# Thorsten Otto
Thorsten Otto (* 23. Februar 1964 in Memmingen) ist ein deutscher Moderator und Buchautor.

## Werdegang
Otto wuchs in Weiden in der Oberpfalz auf. Er war für eine Saison Mitglied der Mannschaft von Steiner Bayreuth in der Basketball-Bundesliga. Er studierte Jura, wechselte aber nach dem ersten Staatsexamen zur Moderation. Nach einem Praktikum und Volontariat bei einem Sender in Nürnberg und dem Besuch einer Redakteurs-, Reporter- und Moderatorenschule bei SWF3 ging er zwei Jahre zu EinsLive. Danach wechselte er zu ZDF-Sport.
Im Jahr 1998 wechselte Otto zu Bayern 3, wo er jahrelang das aktuelle Mittagsmagazin moderierte. Des Weiteren empfing er in diesem Jahr erstmals am Sonntagvormittag bei Stars & Hits prominente Gäste.
Von Oktober 2008 bis Ende 2018 moderierte er die Interview-Sendung Mensch, Otto!, die Montag bis Donnerstag von 19:00 bis 20:00 Uhr gesendet wurde, im Wechsel mit Brigitte Theile in Mensch, Theile!. Bis Dezember 2016 interviewte er außerdem sonntags von 9:00 bis 12:00 Uhr bei Mensch, Otto! – Stars am Sonntag Prominente. Diese Sendung wurde jedoch aufgrund von Sparmaßnahmen eingestellt.
Anfang 2019 wechselte Otto zu Bayern 1, hier moderiert er im wöchentlichen Wechsel mit Dominique Knoll die Talksendung Blaue Couch, welche Montag bis Donnerstag von 19:00 bis 20:00 Uhr gesendet wird.
Im Juli 2016 wurde sein Buch Die richtigen Worte finden veröffentlicht.

## Auszeichnungen
- Preisträger des Deutschen Radiopreises 2014 in der Kategorie „Bestes Interview“[8]